# Champ mégalithique de Wéris
Le champ mégalithique de Wéris est le plus important site mégalithique de toute la Belgique. Il comprend deux allées couvertes avec menhirs associés et six sites constitués uniquement par des menhirs. Ces monuments sont datés du Néolithique final. Le site relève du Patrimoine majeur de Wallonie.

## Historique
Entre 1879 et 1888, le seul monument connu est celui désormais nommé allée couverte de Wéris I. Il est mentionné pour la première fois en 1851 par un archéologue amateur, J.-B Geubel qui y voit un « autel druidique » et il figure sur la carte militaire des environs relevée en 1868. A. Daufresne de la Chevalerie est le premier à l'identifier en 1879 comme monument mégalithique : il est alors mentionné sous de dolmen de Wéris. Curieusement, le monument ne comporte aucun nom local, les habitants ne le désignant que comme « un monceau de grosses pierres » et plusieurs érudits le confondent avec la Pierre Haina. L'intérêt archéologique du monument reconnu dès 1881 aboutit à son acquisition par l'État en 1883. L'allée couverte de Wéris I est classée depuis le 4 octobre 1974 et inscrite depuis le 29 juillet 1993 sur la liste du Patrimoine exceptionnel de la région wallonne.
Après la découverte de la seconde allée couverte (Wéris II) en 1888, diverses dénominations fleurissent : Wéris II est appelée dolmen d'Oppagne et les deux monuments sont désignés indifféremment sous les appellations « dolmen n°1 et n°2 », « ancien et nouveau dolmen », « grand et petit dolmen », « dolmen nord et dolmen sud ». Bien que les deux monuments aient été identifiés dès 1888 par le baron de Baye comme étant des allées couvertes, cette typologie ne se reflète dans le nom scientifique des monuments que dans le dernier quart du XXe siècle et les nombreuses cartes postales éditées dès la fin du XIXe siècle utilisent diverses expressions comme « dolmen druidique de Wéris » ou « dolmen d'Erezée ».

## Mégalithes
Le site s'étend sur environ 8 km de long et 300 m de large, bien au delà du seul village de Wéris qui lui a donné son nom, sur plusieurs localités de la commune de Durbuy : Heyd, Wéris, Oppagne, Morville et Ozo, près d'Izier. Il comprend deux allées couvertes avec menhirs associés et six sites constitués uniquement par des menhirs. Tous les mégalithes sont en pouddingue.
Dès la découverte du monument de Wéris II, la notion d'alignement des mégalithes de Wéris a été admise. Lors des découvertes ultérieures des menhirs de Danthine, d'Oppagne et d'Ozo, leurs inventeurs respectifs ont systématiquement minimisés l'existence des décalages existant entre l'axe nord-nord-est/sud-sud-est reliant prétendument les deux allées couvertes et les nouveaux mégalithes. À partir des années 1980, le concept d'« alignement général des mégalithes de Wéris qui s'inscrit dans un couloir large de 75 m » fait son apparition. En 1985, François Hubert décline le concept en cinq lignes parallèles, dont la plus occidentale passerait par les menhirs d'Oppagne. Selon Simons, la distance entre les menhirs d'Oppagne et l'allée couverte de Wéris I, qui est d'approximativement 2 km pourrait se décomposer en quatre segments égaux d'environ 500 m avec présence d'un mégalithe à chaque point de division mais dans les faits, cette théorie n'est pas validée dans la partie septentrionale du site.

### Allée couverte de Wéris I
50° 20′ 00″ N, 5° 31′ 22″ E

#### Historique
L'allée couverte a été découverte partiellement ruinée mais aucun plan n'a été levé lors de cette découverte et on ne dispose d'aucune description précise du monument avant sa restauration en 1887 : celle de J.-B. Geubel est assez confuse, celle de Daufresne de la Chevalerie est très sommaire et celle du géologue A. de Ceuleneer datée de 1882 comporte des mentions intéressantes mais les dimensions ne concordent pas. Un premier plan dressé lors de son acquisition en 1883, une photographie non datée et une eau-forte de 1886 sont les seules représentations dont on dispose avant la restauration de 1887. Ces travaux de restauration conduisent à redresser la partie arrière de la chambre et à reconstituer le vestibule. Le monument est alors protégé par l'installation d'une grille. Durant les trois premiers quarts du XXe siècle, l'entretien du site est négligé et l'allée couverte se dégrade (affaissement des piliers d'entrée et de la dalle de chevet). Cinq campagnes de fouilles méthodiques sont réalisées sur le site en 1979 et de 1981 à 1984.

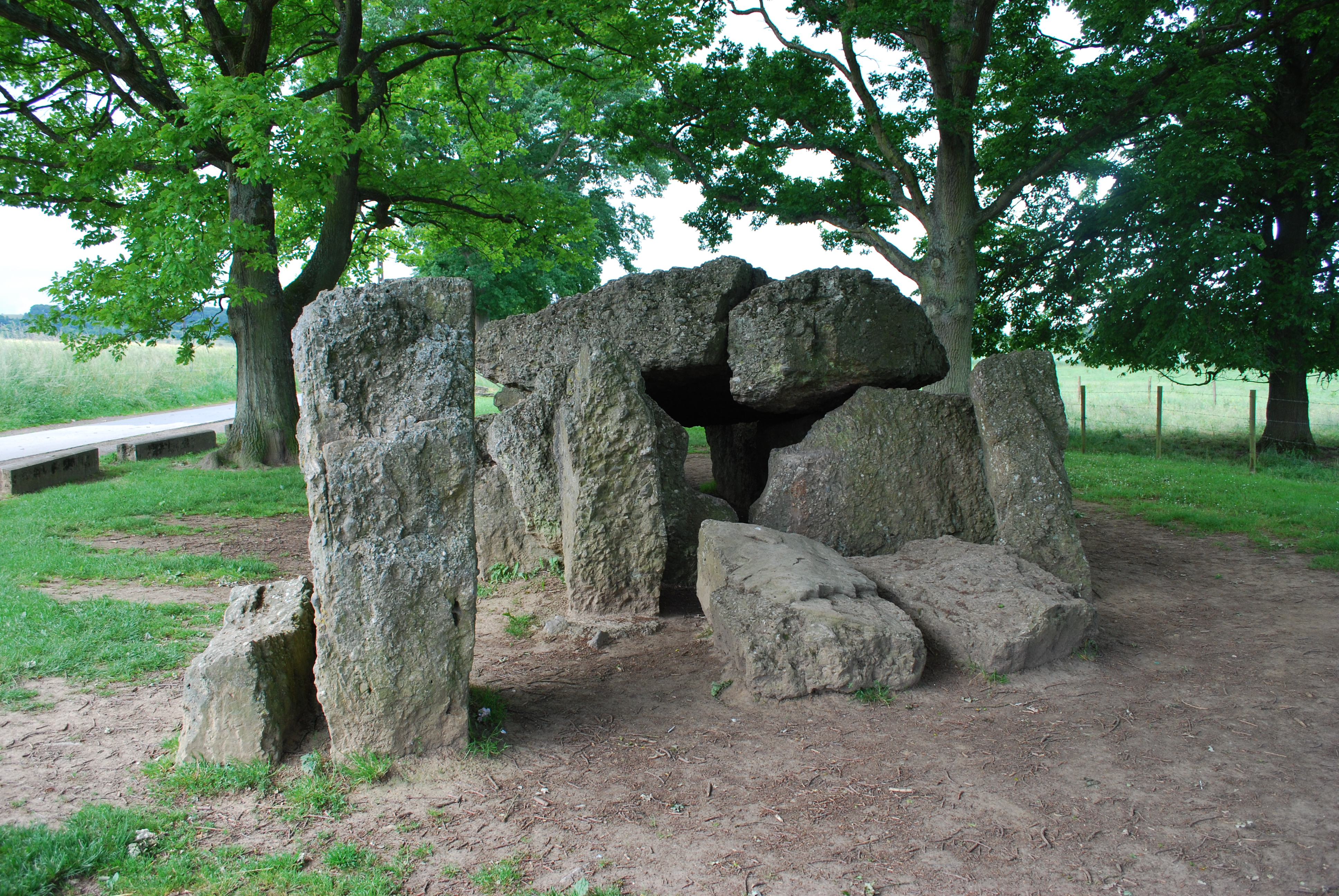
Allée couverte de Wéris I (côté nord).

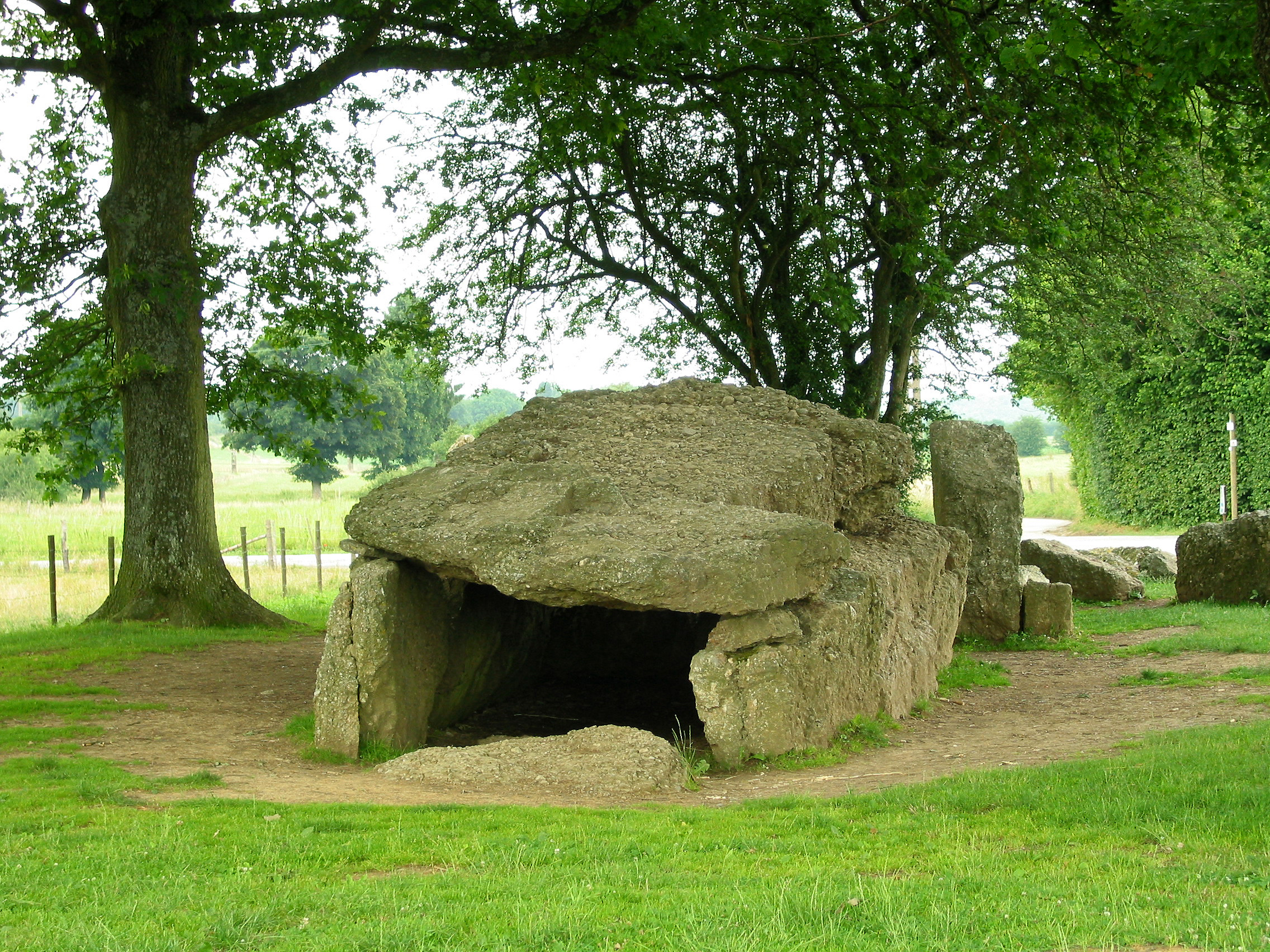
Allée couverte de Wéris I (côté sud).

#### Description
En l'état actuel, l'allée mesure 10,80 m de long sur 4,60 m au plus large et s'étire selon un axe nord/nord-est  sud/sud-ouest (27° à l'est du nord vrai) et ouvre au nord-nord-est. L'allée est composée d'un vestibule, d'une chambre et d'un bloc indépendant situé juste derrière le chevet. Le vestibule comprend deux piliers debout encadrant l'entrée, où sont couchés deux blocs sub-rectangulaires. Deux dalles côte à côte séparent le vestibule de la chambre. Elles comportent à leur point de contact une échancrure en forme de demi-hublot aménagée par bouchardage. La chambre (6,70 m de long, 4,60 m de large à l'entrée et 3 m au chevet, 1,50 m de hauteur) est délimitée par deux grands orthostates, sur lesquels repose une table de couverture dont l'angle nord-est est fracturé, et deux autres orthostates moins massifs supportant une seconde table de couverture. Le chevet n'est pas fermé. La dalle située derrière le chevet ainsi que la petite dalle qui repose sur le sol à l'intérieur de la chambre ne paraissent pas adaptées pour avoir occupé cette fonction. L'entrée de l'allée était précédée de trois menhirs (deux ont été relevés en 1979 et 1983) et d'une trentaine de blocs couchés de tailles diverses.
Tous les blocs de pierre constituant l’allée couverte sont en poudingue dit de Hampteau qui affleure naturellement sur la crête située à l'est du champ mégalithique mais l'espace situé entre la façade de l'allée et le vestibule était empierré avec de petits blocs calcaires et des fragments de poudingue. Ce type d'aménagement a aussi été observé sous plusieurs dalles. Globalement, le nombre et l'importance des perturbations post-néolithiques subies sur le site ne permettent pas de comprendre parfaitement quels aménagements préalables du site ont été réalisés et comment l'allée a été construite à l'origine.

#### Matériel archéologique
En 1880, Henri Pirson, propriétaire des lieux avant son acquisition par l'État, avait entrepris une fouille sommaire du monument qui malgré d'importants déblaiements ne livra que quelques ossements humains ou animaux non conservés. La restauration de 1887 n'a été précédée d'aucune fouille et le sol autour du monument a été nivelé. Les connaissances du contexte archéologique se limitent alors à quelques observations d'A. Charneux : la terre du sous-sol comporte des traces de feu « jusqu'à 2 m de profondeur » et contient  « des petits dépôts de cendres de bois, ainsi que des matières blanchâtres et farineuses qui doivent être des ossements pulvérisés » et des pierres en calcaire et quartz « polies et usées » qui ne sont pas d'origine locale.
Les fouilles de 1906 dirigées par A. de Loë et E. Rahir livrent quelques artefacts et fragments osseux humains (métatarsiens droits, esquilles diverses) mais aucune observation stratigraphique n'a été réalisée et aucun rapport de fouille sérieux n'a été publié. Les projets de fouille envisagé en 1907 et 1947 n'ont pas été suivi d'effet. Les fouilles archéologiques réalisées à partir de 1979 ont permis de recueillir une petite industrie lithique en silex (éclats, grattoir et six pointes de flèche dont une armature foliacée et des pointes pédonculées à ailerons) à l'intérieur et aux abords de l'allée couverte et des tessons de céramiques diverses (poterie grossière à fond plat, tessons à pâte fine et noire) en dehors de tout contexte archéologique. Le matériel anthropologique a été complété avec quelques dents, des fragments de mandibules et des esquilles d'os longs. Une datation au carbone 14 de deux échantillons osseux humains correspond à une période calibrée entre 3013 av. J.-C. et 2626 pour le premier et à une période calibrée entre 2894 av. J.-C. et 2581 pour le second.
L'absence de tout mobilier antérieur au Néolithique final, la découverte de pointes de flèche à pédoncule et celle de tessons d'une céramique attribuable au Campaniforme ainsi que les datations au radiocarbone conduisent à attribuer la construction de l'allée couverte de Wéris I au Néolithique final. Le nombre d'ossements humains retrouvés est assez faible, mais cette pauvreté relative pourrait résulter de vidanges successives dès le Néolithique ou de divers pillages post-néolithiques. Pourtant, il semble bien que l'allée couverte était une sépulture collective car les dents retrouvées correspondent à des individus d'âges différents (enfants, adolescents, adultes).

### Allée couverte de Wéris II
50° 19′ 18″ N, 5° 30′ 47″ E
Elle a été découverte en 1888. A. Charneux fait vider la chambre dès 1888 et A. de Loë et E. Rahir fouillent le site en 1906. En 1985 et 1986 diverses interventions conduisent à dégager les dalles enfouies derrière le chevet et devant la chambre. Deux campagnes de fouilles importantes interviennent en 1996-1997.

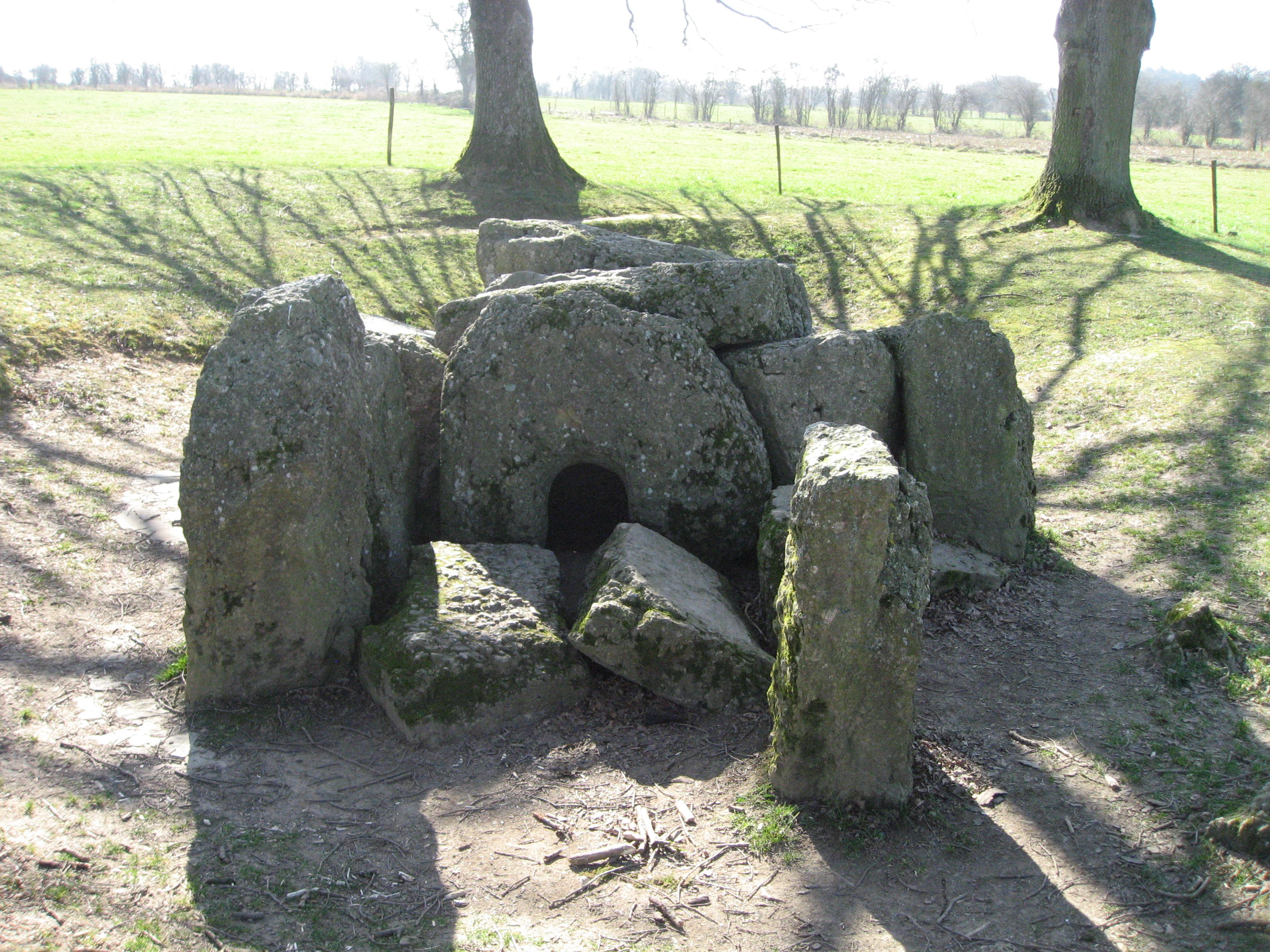
Allée couverte de Wéris II.

#### Description
L'allée a été construite dans une tranchée, dont seules les tables de couverture émergeaient, avec une vingtaine de grosses dalles en poudingue du même type que celui utilisé pour l'allée de Wéris I. Des éléments divers, de moindres dimensions, en grès et calcaire ont été utilisés pour le dallage (extérieur et intérieur), comme pierres de calage et pour combler les interstices entre les orthostates. Elle est composée de trois parties distinctes : un vestibule, la chambre et une dalle postérieure. L'ensemble mesure 11,60 m de long pour une largeur maximale de 5,40 m mais la largeur intérieure de la chambre varie de 1 m au chevet à 1,80 m vers l'entrée. L'allée est à peu près orientée selon un axe nord-est/sud-ouest avec une ouverture au nord-est. L'existence d'un dallage extérieur sur le côté gauche de l'allée constitue un cas unique en son genre dans les allées mégalithiques du Nord-Ouest européen et implique que l'espace autour de l'allée était vide, donc une absence de tumulus durant out ou partie de sa période d'utilisation. Une dalle en poudingue recouvrait une petite fosse creusée trouvée dans le vestibule juste devant la dalle-hublot donnant accès à la chambre.
À l'issue des fouilles, l'allée couverte a été en partie restaurée (redressement des piliers latéraux du vestibule et de certains orthostates, réparation de la dalle d'entrée fragmentée en trois parties, remise en place du dallage, drainage du vestibule).

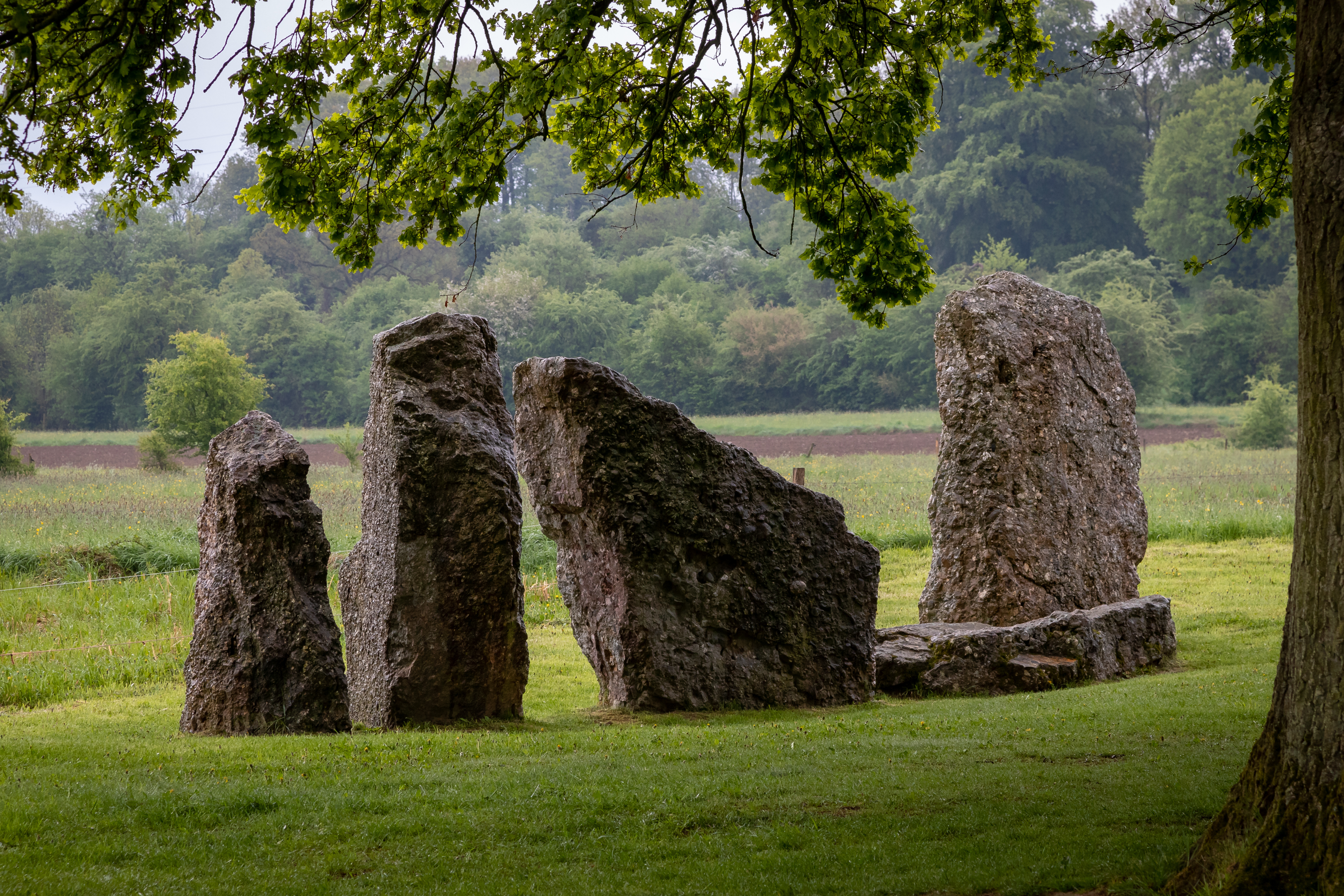
Menhirs associés à l'allée couverte de Wéris II.

#### Matériel archéologique
La fouille initiale de 1888 et les campagnes de fouilles de 1996-1997 ont livré peu de matériel archéologique. Le mobilier lithique comprend de rares éclats, divers grattoirs assez commun, une armature (à pointe triangulaire et base concave) et une pointe de flèche pédonculée. La céramique découverte se limite à quelques petits tessons de poterie de facture grossière attribuable à la Préhistoire, dont huit tessons décorés (décor en arêtes de poisson) caractéristique de la culture des Gobelets. D'autres tessons vernissés sont clairement historiques.La pointe de flèche découverte en 1996-1997 est attribuable au Néolithique final (type Gord) mais l'armature découverte en 1888 au fond de la chambre date d'une période plus ancienne (Mésolithique ou Néolithique ancien), elle pourrait correspondre à un remaniement du sol lors de la construction de l'allée.
Le matériel anthropologique comprend quelques ossements (métacarpien et métatarsien), une molaire, un fragment de mandibule et divers fragments non identifiables. Les datations au radiocarbone correspondent à une première période calibrée entre 2920 av. J.-C. et 2660 et une seconde période calibrée entre une période calibrée entre 2890 av. J.-C. et 2620. Comme à Wéris I, le mobilier anthropologique est assez pauvre, probablement pour les mêmes raisons.

#### Menhirs associés
Ils correspondent à cinq dalles de grandes dimensions qui furent découvertes couchées à un environ 20 m à l'est de l'allée couverte de Wéris II dont trois dès 1888. Longtemps négligées par tous les fouilleurs du site de Wéris, il faut attendre 1981 pour qu'Eric Huysecom en donne la première description précise. Seules trois pierres sont alors connues. Elles sont alignées selon un axe nord-nord-ouest/sud-sud-est et mesurent respectivement du nord au sud : 3,30 m de long sur 0,65 m d'épaisseur, 3,50 m par 0,75 m et 3,10 m par 0,70 m. En 1986, une fouille du site permet de découvrir deux nouvelles pierres. Quatre dalles ont été reconnues comme étant des menhirs certains (découvertes des fosses et des blocs de calage) qui devaient être dressés selon une axe nord/sud approximatif. Elles ont été redressées en 1997,. La nature de la cinquième (pierre n° II) demeure incertaine en l'absence de découverte d'un contexte archéologique :
| Dalle                                                         | Forme              | Longueur | Largeur | Épaisseur     | Poids |
| ------------------------------------------------------------- | ------------------ | -------- | ------- | ------------- | ----- |
| Pierre n°I                                                    | parallélépipédique | 3,20 m   | 1,58 m  | 0,83 m        | 8,9 t |
| Pierre n°II                                                   | fusiforme          | 3,45 m   | 1,80 m  | 0,49 à 0,75 m | 7 t   |
| Pierre n°III                                                  | trapézoïdale       | 3,37 m   | 2,25 m  | 0,60 à 0,80 m | 7,7 t |
| Pierre n°IV                                                   | trapézoïdale       | 3,10 m   | 1,55 m  | 0,71 à 0,77 m | 6 t   |
| Pierre n°V                                                    | triangulaire       | 2,45 m   | 1,25 m  | 0,50 à 0,80 m | 3,3 t |
| Données : Les menhirs voisins de l'allée couverte de Wéris II |                    |          |         |               |       |

### Les menhirs d'Oppagne
50° 19′ 02″ N, 5° 30′ 32″ E

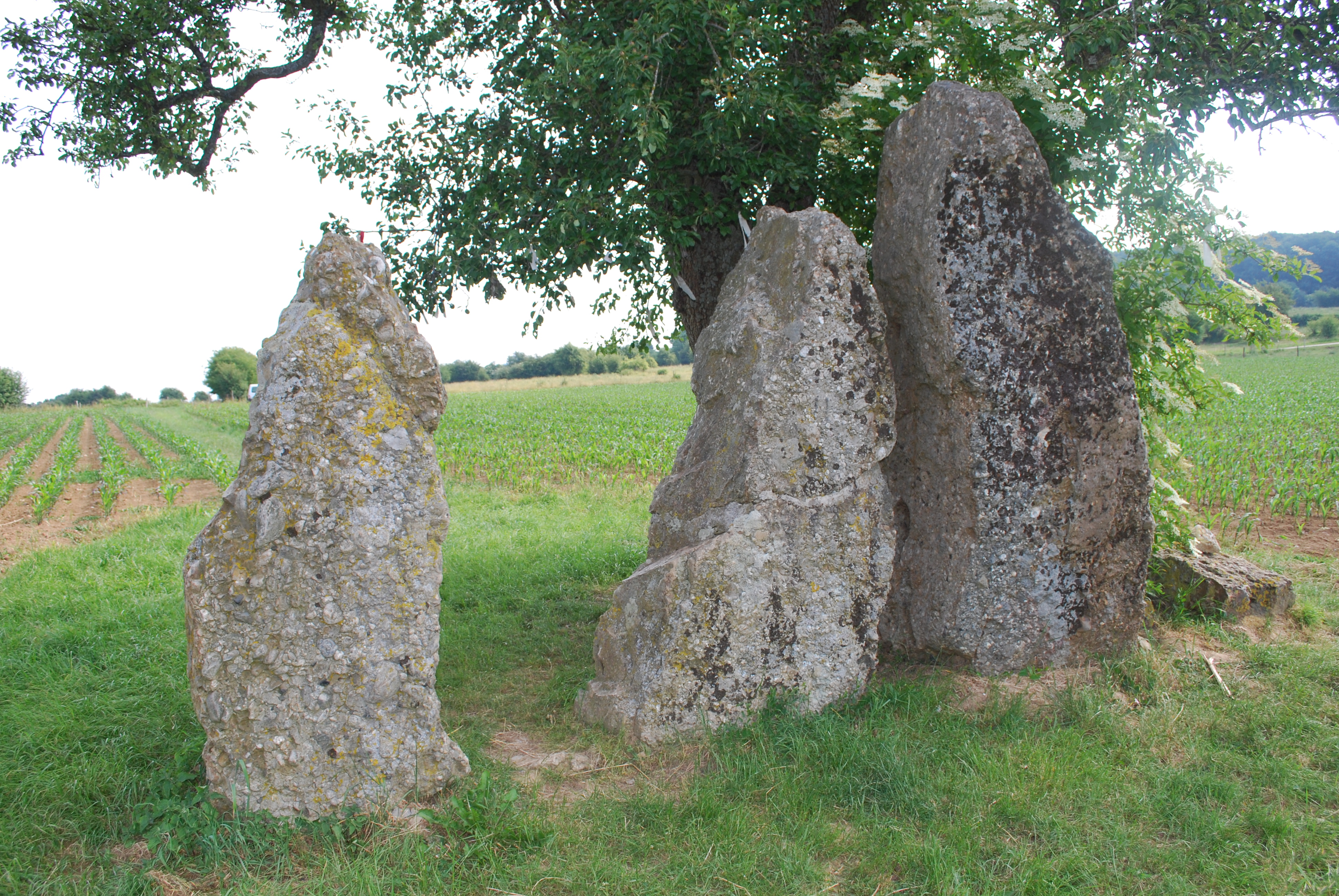
Menhirs d'Oppagne.

Les trois pierres figurent sur la carte géologique de Purves et Dupont de 1885 mais elles ne sont signalées qu'en 1888, elles sont alors couchées au sol et sont considérées comme étant le toit d'un troisième dolmen (on vient de découvrir Wéris II). En 1906, A. de Loë fouille le site et met en évidence l'absence de toute construction en dehors des trois pierres déjà connues. De Loë recueille sur place quelques fragments d'ossements humains et de nombreux silex taillés dans un rayon de 150 à 200 m (dont une pointe de flèche), il en conclut que les pierres « semblent être trois menhirs renversés ». Le site est laissé à l'abandon et en 1913 un amateur d'archéologie achète les trois pierres et en fait transporter une dans son jardin à Hotton. le site est racheté en 1932 par l'Institut archéologique du Luxembourg et les trois pierres sont redressées sur place en 1933. Deux pierres, brisées lors de leur chute, sont alors restaurées. Vers 1942-1944, la pierre positionnée au centre de l'alignement s'est à nouveau affaissée. En 1961, les trois pierres sont redressées suivant un axe ouest-nord-ouest/est-sud-est sur une longueur de 4,20 m après que leur assisse ait été renforcée avec une dalle en béton. En 2001, une fouille complémentaire est diligentée pour s'assurer de l'existence d'un contexte archéologique, les pierres ayant été redressées dès 1933 sur la base du préjugé selon lequel elles correspondaient à des menhirs.
| Pierre                                | Forme            | Longueur | Largeur | Épaisseur | Poids     |
| ------------------------------------- | ---------------- | -------- | ------- | --------- | --------- |
| I                                     | subrectangulaire | 2,82 m   | 0,80 m  | 0,60 m    | 2,5 t     |
| II                                    | rectangulaire    | 2,90 m   | 1,20 m  | 0,60 m    | 4,1 t     |
| III                                   | subrectangulaire | 3,60 m   | 1,20 m  | 1 m       | 7,6 à 9 t |
| Données : Les trois menhirs d'Oppagne |                  |          |         |           |           |

La plus petite des pierres (I) serait celle qui avait momentanément été transportée à Hotton. Son sommet a été réparé avec du ciment, la partie enterrée se terminerait en pointe. La pierre centrale (II) a également été restaurée (un cliché photographique de 1906 montre clairement qu'elle est alors brisée en deux parties). En 2001, des sondages ont mis en évidence l'existence de trois fosses dont deux résultent du chantier de restauration de 1933 et la troisième de celui de 1961. La fouille de 2001 n'a cependant livré aucun vestige d'époque néolithique et on ne dispose d'aucune preuve d'une érection préhistorique des pierres. Le caractère mégalithique des pierres semble donc a priori discutable mais ce contexte archéologique a pu être détruit dès 1933 et rien n'indique que les pierres ont été redressées exactement là où elles furent découvertes en 1888. L'origine anthropique des blocs tient à leur nature, en poudingue, alors que le substrat local est calcaire et que le plus proche affleurement de poudingue est séparé du site par une succession de collines : il y a donc nécessairement eu transport anthropique, mais à quelle époque ? En l'état actuel des connaissances, le site correspond à l'extrémité méridionale du champ mégalithique de Wéris, à 550 m au sud-est de l’allée couverte de Wéris II, dans l'axe général des deux allées. Ils pourraient donc bien s'agir de trois menhirs probables (absence de certitude sur leur redressement initial).

### Le menhir Danthine
50° 19′ 28″ N, 5° 30′ 55″ E

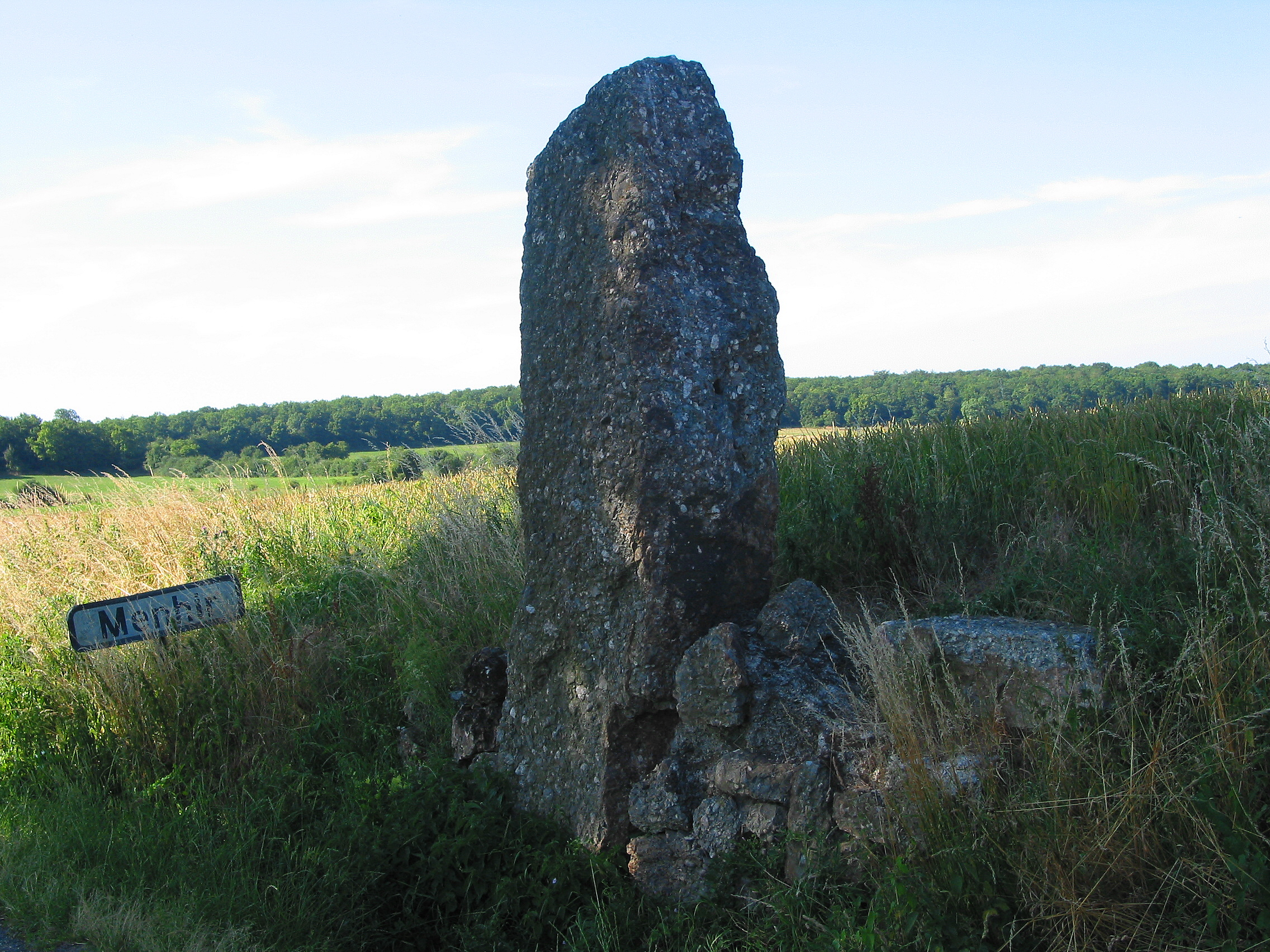
Le menhir Danthine.

Le menhir a été découvert en 1947 par l'archéologue Hélène Danthine de l'Université de Liège grâce au signalement d'un fermier. Le bloc de pierre mesure 3,60 m dans sa plus grande longueur et 1,15 m au plus large pour une épaisseur de 0,40 à 0,83 m. Son poids est estimé entre 7,5 t et 8 t. Il ne semble pas avoir été retaillé. Plusieurs autres blocs de même nature dont un de forme parallélépipédique (1,10 m de long sur 0,50 m au plus large) ont été découverts lors de son dégagement. L'ensemble était enfoui dans une fosse de condamnation qui avait été creusée par le fermier, la présence de la pierre qui était enterrée à faible profondeur le gênant pour ses cultures. La pierre a été retrouvée en l'absence de tout contexte archéologique (probablement détruit par les travaux d’enfouissement contemporain) mais une étude géologique a montré que ce bloc de poudingue a forcément été extrait d'une zone voisine séparée du champ où il fut retrouvé par un banc de calcaire, ce qui impose un transport intentionnel. Selon Danthine, la pierre fut retrouvée à environ 25 m de l'axe reliant les deux allées couvertes de Wéris. Le menhir et sa petite dalle d'accompagnement ont été redressé en 1948  sur le bord de la route Barvaux - Érezée à environ 130 m du lieu de sa découverte.

### Les menhirs de la Longue Pierre
50° 19′ 34″ N, 5° 31′ 01″ E

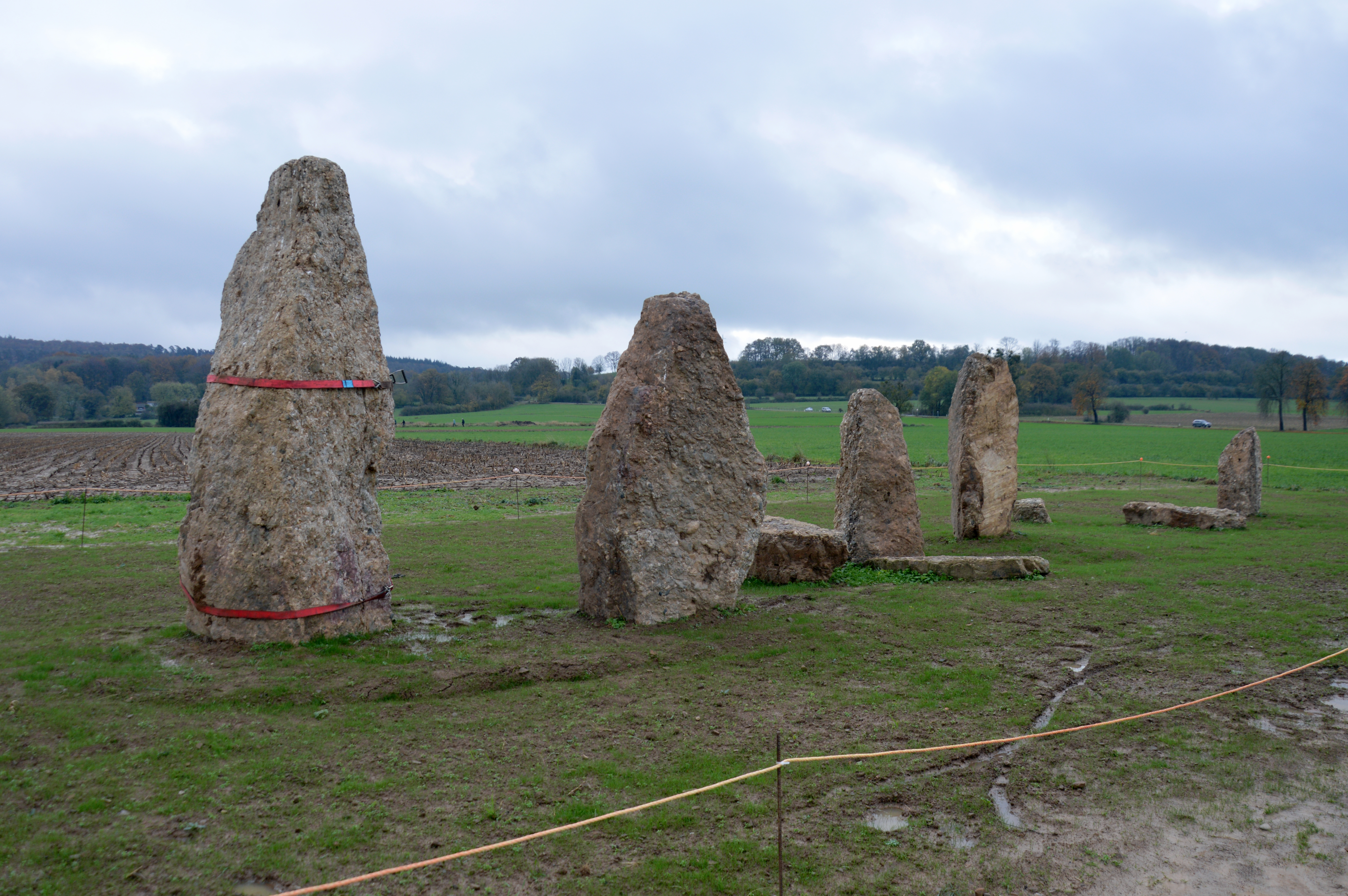
Menhirs de la Longue Pierre.

En 2019, une fouille du champ dit de la Longue Pierre, où avait été découvert le menhir Danthine, a permis de retrouver sept nouveaux menhirs probablement renversés et enterrés vers l'an 1600 à l'époque de la Contre-Réforme. Les menhirs pèsent entre 1,3 t et 9,2 t. Les menhirs ont été redressés sur place en 2023 et s'insèrent dans l'alignement général des mégalithes de Wéris,.

### Le menhir de Morville
50° 20′ 21″ N, 5° 31′ 41″ E
Le site a été fouillé en 1995 pour vérifier l'hypothèse selon laquelle cette petite pierre correspondait bien à un menhir dans la mesure où elle s’insérait parfaitement dans l'alignement principal du champ mégalithique de Wéris. Avant fouille, la pierre ne dépassait du sol que de 0,38 m. La fouille a mis au jour un petit bloc de poudingue d'une longueur maximale de 1,10 m sur 0,80 m de largeur et 0,28 m d'épaisseur. Il a été découvert dressé sur chant dans une petite fosse de calage d'environ 1,50 m de long (axe est-ouest) sur 0,90 m de large (axe nord-sud) d'une profondeur maximale de 8 à 10 cm sous la base du bloc qui était entourée de six pierres de calage et de petits cailloux. Une structure d'empierrement de forme ovalaire d'un peu plus de 1 m2, composée de petits blocs (en calcaire, grès, poudingue et quartz) ne dépassant pas 0,20 m de longueur, a été découverte au sud-est de cette fosse. Le caractère anthropique de l'installation est indéniable mais aucun matériel archéologique n'a été trouvé ni dans la fosse, ni dans la structure d'empierrement, ni aux alentours. L'unicité de la fosse et la disposition des pierres de calage indiquent une conservation in situ de la pierre. L'hypothèse selon laquelle la pierre actuelle ne serait que la partie inférieure d'une pierre plus grande qui aurait été brisée a été écartée car la fosse de calage semble parfaitement adaptée à la taille de la pierre actuelle.
La pierre correspond donc bien à un mégalithe, de petites dimensions. Quant à la structure d’empierrement voisine, elle ne peut correspondre à un tas d'épierrement résultant de travaux agricoles ultérieurs : le volume accumulé est faible et la diversité des pierres qui le compose ne correspond pas au sous-sol calcaire des environs. La structure a donc été considérée comme contemporaine de l'érection du menhir mais sa fonction demeure inconnue. Par ailleurs, la structure d'empierrement n'ayant pas été découverte dans une fosse, on peut imaginer qu'à l'origine elle reposait à la surface du sol, soit à environ 0,35 m sous le sol actuel et qu'en conséquence le menhir voisin dépassait du sol d'origine d'environ 0,60 à 0,65 m.
Après la fouille, le menhir a été déplacé d'environ 4 m vers le sud-sud-ouest afin de le préserver des travaux agricoles tout en le maintenant dans l'axe principal du champ mégalithique.

### Le menhir de Heyd
50° 21′ 47″ N, 5° 32′ 50″ E

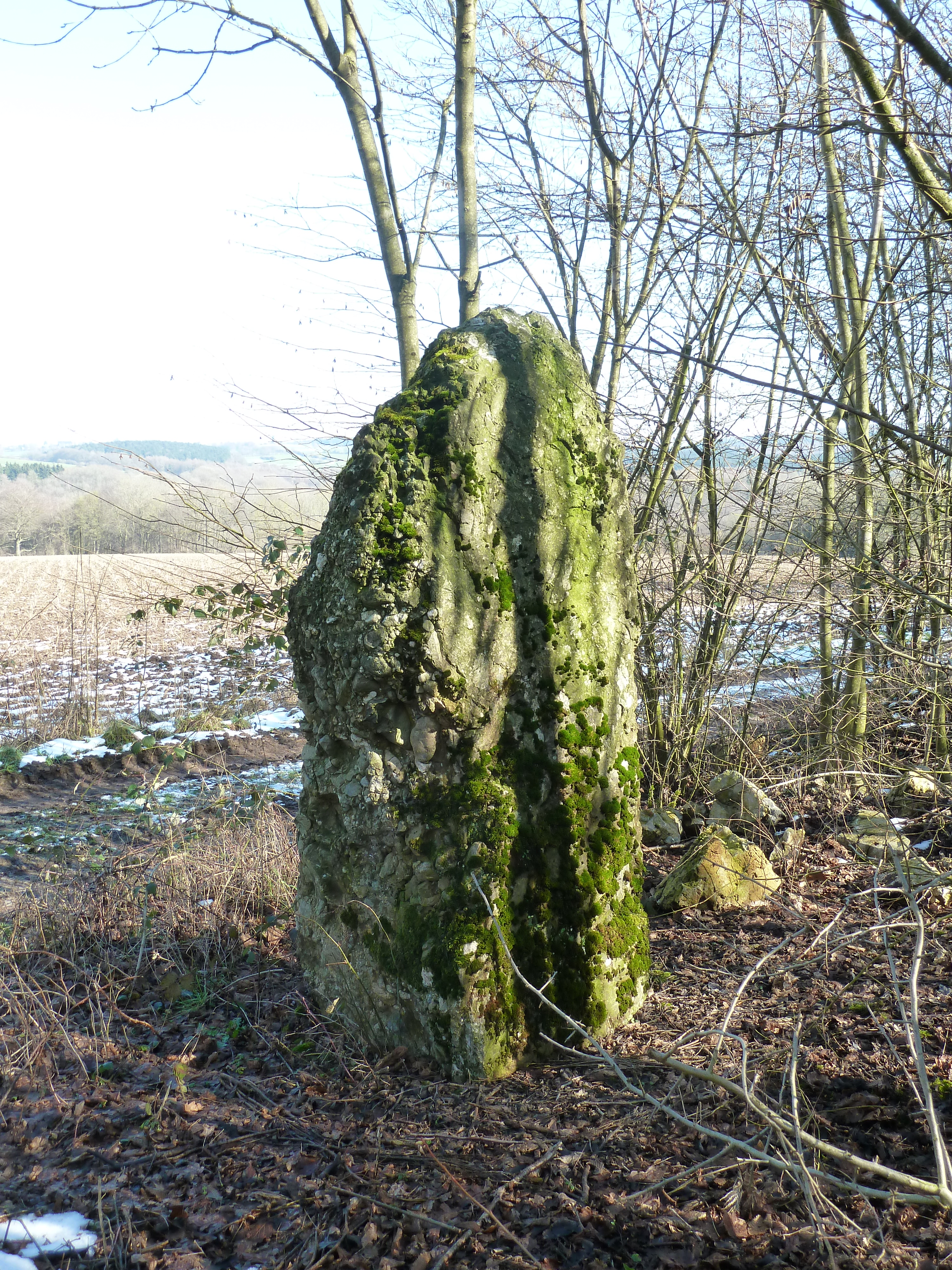
Menhir de Heyd.

L'existence d'un bloc de poudingue potentiellement mégalithique avait été signalé par Hélène Danthine à François Hubert responsable des fouilles de Wéris I dans les années 1980. La pierre est mentionnée selon les auteurs sous le nom de pierre de Heyd, menhir de Heyd, pierre Lejeune ou encore pierre de Tour. Elle était couchée le long d'un chemin agricole au lieu-dit A djèyî (signifiant « au noyer »), à environ 2 km au nord-nord-ouest de l'église du village de Heyd. La pierre reposait au-dessus d'une cuvette creusée dans le sous-sol partiellement comblée et ne dépassait du sol que d'une cinquantaine de centimètres. Le site a été fouillé en 1998. Le monolithe adopte une forme parallélépipédique, il mesure 2,60 m dans sa longueur maximale, 0,80 m au plus large et 0,90 m d'épaisseur au maximum. Son poids est estimé à 4 t.
La fouille a permis de recueillir une clavicule humaine juvénile appartenant à un enfant mort-né ou à un nouveau-né décédé après quelques jours. La datation au carbone 14 indique une période calibrée entre 3331 av. J.-C. et 2918. Une découverte qui a été rapprochée de celles faites en 1906 lors de la première fouille des menhirs d'Oppagne (fragments osseux de bovidés), et qui permet d'émettre l'hypothèse que certains menhirs participaient à la fonction funéraire de l'ensemble mégalithique de Wéris (menhir indicateur ?), à moins que ce dépôt n'ait qu'une signification rituelle.
Le caractère mégalithique du bloc a été validé au regard de plusieurs critères : la pierre est en poudingue alors que le substrat rocheux local est en calcaire (implique un déplacement du bloc), la localisation de la pierre sur une petite butte (ce déplacement ne peut résulter d'un phénomène naturel), l'existence d'une fosse d'implantation (creusée intentionnellement), la présence d'un dépôt funéraire daté du Néolithique. Il s'agit donc d'un menhir certain. Sa présence marque l'extrémité septentrionale du champ mégalithique de Wéris, relativement à l'écart des concentrations méridionales du site. A l'issue des fouilles, le menhir a été redressé dans sa fosse d'érection.

### Le menhir d'Ozo
50° 22′ 47″ N, 5° 33′ 56″ E

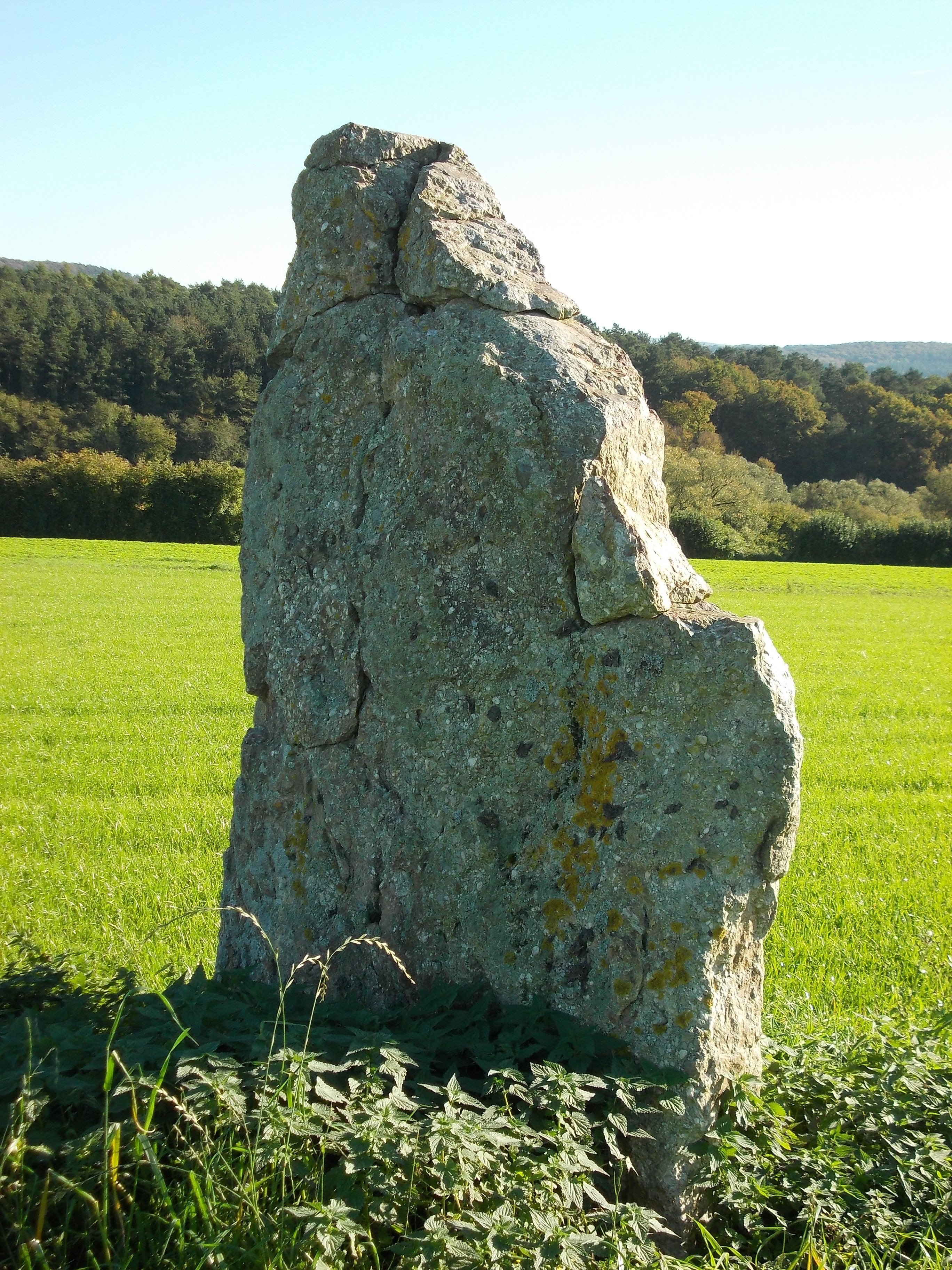
Menhir d'Ozo.

La pierre était connue de longue date : elle était couchée et en partie enfouie dans un champ, ne dépassant du sol que d'une vingtaine de centimètres. En 1999, le site fait l'objet d'une fouille archéologique en raison de la crainte de sa disparition éventuelle car la pierre gêne les cultures et afin de vérifier l'hypothèse selon laquelle le champ mégalithique de Wéris se prolongerait plus au nord par rapport à son périmètre connu jusqu'alors. C'est un bloc de poudingue d'une longueur maximale de 3,40 m (après réparation) pour une épaisseur à la base d'environ 0,70 m et un poids mesuré lors de son relevage d'environ 6,50 t. Le bloc comporte deux traces de forage résultant d'une tentative de débitage en 1942. Le bloc fut découvert au milieu d'une fosse trapézoïdale contemporaine à sa tentative de débitage. La fosse d'érection, de forme ovalaire correspondant à la forme de la base du menhir, a été découverte en dessous de la pierre couchée lors des fouilles. Elle a été creusée dans le sol et son remblai renfermait quelques silex mal taillés et des petits tessons grossiers : « le caractère mégalithique de la pierre d'Ozo ne fait aucun doute ». A l'issue des fouilles, le menhir a été restauré (consolidation des fissures, recollage des fragments) et redressé très facilement en raison d'une adéquation très forte entre la forme de la base du menhir et celle de sa fosse d'érection.